# Ablabesmyia setosicornis
Ablabesmyia setosicornis är en tvåvingeart som först beskrevs av Jean-Jacques Kieffer 1910.  Ablabesmyia setosicornis ingår i släktet Ablabesmyia och familjen fjädermyggor. Inga underarter finns listade i Catalogue of Life.